# Доманівка
Домані́вка — селище міського типу в Україні, центр Доманівської селищної громади, Вознесенського району Миколаївської області. До 2020 року — районний центр. Розташоване на березі річки Чортали за 133 км на північний захід від Миколаєва та за 45 км від залізничної станції Вознесенськ.

## Загальні відомості
Населення — 5 400 осіб. Селищній громаді підпорядковані також 30 сіл. Поблизу селища виявлено поховання доби бронзи (II тисячоліття до н. є.) та кургани скіфських часів.

## Історія селища
Доманівка виникла на початку XIX ст. на місці невеликого хутора Молдованина Худобашева. Після визволення південної частини України від турецького гніту тут одержали землі поміщики Доманівські (звідси й назва селища). Щедро роздаючи ці землі, царський уряд водночас зобов'язував поміщиків вивозити сюди своїх кріпаків по ревізькій душі на 30 десятин землі. Доманівські привезли з Польщі кріпаків свого маєтку. Поступово, до 1805 року, вони прибрали до рук кріпаків-утікачів з Центральної Росії й України, які селилися в цій місцевості. Сюди було переселено і кілька сімей державних селян з Полтавської губернії. Населення поповнювалося також збіднілими дворянами, чиновниками та міщанами. Спочатку новим жителям надавалися всілякі пільги: дозволялось добувати камінь для своїх потреб, випасати худобу на відведених ділянках, 1803 року оголошено звільнення на 10 років від сплати податків і наборів у рекрути.
На початку XIX ст. Доманівка входила до Головлівської волості Ананьївського повіту Херсонської губернії. Населення її займалося землеробством, скотарством, чумакуванням. Розвивалися ремесла: теслярське, ковальське, кравецьке. Сільські ремісники не тільки обслуговували односельців, а й частково виконували роботу на продаж. Щотижня відбувалися тут базари, на яких торгували хлібом, худобою, птицею, городиною, ремісничими виробами. Близько 150 жителів Доманівки на початку XIX ст. були кріпаками. Посилення поміщицької експлуатації дедалі більше призводило до зубожіння селян. Якщо спочатку вони працювали на пана два дні, то згодом — три дні на тиждень, а в гарячу пору жнив — 4—5, а то й 6 днів. Поміщики часто продавали кріпаків разом з землею, здавали землю з кріпаками в оренду або посесію іншим особам. Так, у 40-х роках XIX ст. власник села віддав у посесійне утримання на 25 років єврейським поселенцям 400 десятин землі по 1 крб. за десятину. 1851 року здано в оренду на 2 роки 4 місяці поміщикові Островському 2464 десятини землі разом з 60 кріпаками та їх сім'ями за 1 тис. крб. сріблом на рік. Внаслідок реформи 1861 року 2250 десятин землі залишилося за поміщиком. Вигони, випаси, водопої — все це, як і раніше, також належало йому. Селянам виділили малородючі землі, за які вони виплачували щороку по 80 коп. з десятини.
Після оголошення маніфесту 19 лютого 1861 року в селі поширювалися чутки, що справжній маніфест прихований панами. Жителі села відмовлялися виконувати повинності, працювати на пана, підписувати уставні грамоти. Поміщики скаржилися, що селяни пізно виходять на роботу, самовільно залишають її. Влітку 1861 року херсонський губернатор доповідав новоросійському і бессарабському генерал-губернатору, що мешканці Головлівської волості, куди входила і Доманівка, «…відмовились від урочних робіт на користь поміщиків. На втихомирення були надіслані солдати Житомирського полку». На початку 80-х років XIX ст. 80 % господарств Доманівки мали пересічно до 5,5 десятини землі. Селянам доводилося орендувати її у поміщиків, ходити на заробітки до сусідніх економій. З розвитком капіталістичних відносин поглиблювалося класове розшарування на селі. У 1886 році з 42 селянських господарств Доманівки 7 — не мали землі, 3 — мали до 1 десятини, 26 господарств — від 4 до 6 десятин, 5 господарств — від 6 до 11 десятин, одне господарство — 15 десятин. В 46 % дворів Доманівки не було робочої худоби, у 42 — налічувалося всього 52 робочих коней, 33 вівці, 30 свиней. Один плуг і борона припадали на два, а гарба — на чотири господарства.
Не маючи худоби, насіння, сільськогосподарського реманенту, селяни неспроможні були вести своє господарство. За безцінь піддаючи в оренду сільським багатіям свої наділи, близько 25 % бідняків на початку XX ст. наймитували в них та в поміщиків. За 25 км на південь від Доманівки, у селі Мостовому, був великий ринок найму сільськогосподарських робітників. Щороку через село туди йшли найматися сотні людей з різних губерній Росії та України. До них приєднувалися і доманівські бідняки. Заробітки робітників в економіях рік у рік зменшувались. У 1895 році за збирання хліба вручну чоловікові платили 13 крб. 69 коп. на місяць, жінці — 8 крб.
Радянська окупація розпочалась у березні 1919 року.Ревізували хліб та інше продовольство, проводили мобілізацію до Червоної Армії, у зв'язку з чим виникали селянські повстання.
У 1923—1924 рр. 68 господарств Доманівки об'єдналися в перші товариства спільного обробітку землі: «Радянський селянин», «Червона зірка», «Заповіти Леніна». Земельна площа цих господарств становила 700 десятин, з них 40 було виділено для показових полів. 1928 року організувався четвертий ТСОЗ — «10-й Жовтень». З 1924 року в селі працювали лікарня на 10 ліжок та аптека. Ще з 1920 року в Доманівці діяла початкова школа, яка стала через 7 років семирічною. 1922 року за участю вчителів було обладнано волосний клуб з бібліотекою, природничо-історичним музеєм і лекційним залом. Пізніше в селі відкрився райсельбуд, тут працювали сільськогосподарський, драматичний та інші гуртки; в ньому розміщувалася і бібліотека, яка мала понад 1 тис. примірників книжок та одержувала 20 назв газет і журналів. У 1929—1930 рр. на території, підпорядкованій сільській Раді, утворилось 12 колективних господарств: «Червоний борець», «За владу Рад», «Червона зірка», «Радянський селянин» та інші. З 1930 року почала діяти Доманівська МТС.
До 1938 року тракторний парк МТС налічував 77 машин різних марок. Це дало змогу механізувати основні сільськогосподарські роботи, ширше застосовувати передові методи агротехніки. В колгоспах на науковій основі розгорнули роботу хати-лабораторії. Перед війною у Доманівці було 5 артілей. З підприємств місцевої промисловості тут ще у 1932 році побудували маслозавод, олійницю, млин, цех безалкогольних напоїв. До 1940 року в селі ліквідовано неписьменність, здійснено загальне обов'язкове семирічне навчання. Напередодні Німецько-радянської війни в середній школі навчалося вже 739 учнів. В школі працювали 26 вчителів з вищою і 62 з середньою спеціальною освітою. Учні, молоді робітники й колгоспники охоче вступали до тсоавіахімівських гуртків, фізкультурних секцій. У 1935 році в селі відкрито аероклуб, де 30 юнаків навчались льотної справи, а також школу планеристів. З 1936 року в Доманівці вже діяла стаціонарна кіноустановка, кінопересувки. Молодь брала активну участь у хоровому, драматичному, музичному гуртках. 1939 року доманівська бібліотека мала 12 тис. книжок.
5 серпня 1941 року Доманівку окупували німецько-румунські війська. Тут розмістилась військово-польова комендатура. На території села, у колгоспних стайнях, нацисти створили табір смерті, де закатували й розстріляли близько 20 тис. людей з Доманівського району, Одеси й Молдови (МРСР). Жертвам Голокосту в селищі наразі встановлені пам'ятні знаки.
28 березня 1944 року Доманівка звільнена від окупантів. В боях за визволення села відзначилися частини 228-ї стрілецької дивізії, якою командував полковник І. І. Єсін.
У 1947 році в селі почали діяти млин і олійниця, райпромкомбінат який виготовлював взуття, гончарні вироби, вапно. Вперше після війни дала струм електростанція відкрилась промислова артіль. У 1950—1953 рр. проведено об'єднання п'яти невеликих доманівських колгоспів у сільськогосподарську артіль ім. Котовського, за якою закріплено 9912 га землі, з них 7600 га орної. Побудували артезіанський колодязь, два нові корівники, придбали машини для перероблення кормів. Запровадили влітку табірне утримання худоби з використанням зеленого конвеєра. Внаслідок цього 1955 року надій молока на кожну фуражну корову зріс на 687 кг у порівнянні з попереднім роком.
З 1957 року Доманівка стає селищем міського типу. До 1953 року тут було лише 8 вулиць, тепер їх 35. Споруджено 32 багатоповерхові будинки та 527 поставлено індивідуальними забудовниками, квартири газифікуються. Став до ладу водопровід; прокладено понад 100 тис. кв. метрів тротуару, збудовано універмаг, готель на 100 місць, З продуктові й 2 промтоварні магазини, їдальню, дитячий комбінат, хлібозавод, будинок культури на 400 місць, поліклініку, аптеку, будинок зв'язку, автобусну станцію (між Доманівкою і містами Миколаєвом, Вознесенськом, Первомайськом та центрами сільських Рад курсують автобуси. Працює лікарня на 180 ліжок, у трьох нових двоповерхових корпусах середньої школи навчається понад тисячу дітей. У вечірній і заочній школах близько 350 молодих робітників здобувають середню освіту без відриву від виробництва. З 1965 року в Доманівці відкрито музичну школу. У 6 бібліотеках понад 54 тис. книжок. При будинку культури працюють гуртки художньої самодіяльності.

## Населення
У січні 1959 року чисельність населення становила 5151 особа.
У січні 1989 року чисельність населення становила 7149 осіб.
Станом на 1 січня 2013 року чисельність населення становила 6194 особи.

### Мова
Рідна мова населення за даними перепису 2001 року:
| Мова            | Кількість | Відсоток |
| --------------- | --------- | -------- |
| українська      | 6515      | 96.91%   |
| російська       | 166       | 2.47%    |
| румунська       | 32        | 0.48%    |
| білоруська      | 5         | 0.07%    |
| вірменська      | 3         | 0.05%    |
| болгарська      | 1         | 0.01%    |
| інші/не вказали | 1         | 0.01%    |
| Усього          | 6723      | 100%     |

## Пам'ятки
- Садибний будинок Шишкіна